# ウソツキ (バンド)
ウソツキは、日本のロックバンド。

## 概要
2011年2月、ドラム林山が専門学校の同級生だったボーカル竹田に声を掛ける形で結成。2013年にギター吉田が加入。
2014年6月にミニアルバム『金星人に恋をした。』にてUK.PROJECTのDAIZAWA RECORDSからデビューした。
2022年より竹田のソロプロジェクトとして活動している。

## メンバー
竹田 昌和（たけだ まさかず、1989年11月14日（35歳） - ）
ボーカル、ギター、作詞、作曲担当。千葉県出身。血液型B型。身長168cm。

### サポートメンバー（バンドセット出演時）
三澤勝洸（みさわまさひろ）
ギター担当。パスピエのメンバー。
林幸治（はやしこうじ）
ベース担当。TRICERATOPSのメンバー。
小松シゲル（こまつしげる）
ドラムス担当。NONA REEVESのメンバー。

### 元メンバー
吉田 健二（よしだ けんじ、1992年5月2日（32歳） - ）
ギター担当。東京都出身。2019年1月脱退。
林山 拓斗（はやしやま たくと、1992年2月18日（33歳） - ）
ドラムス担当。神奈川県川崎市出身。得意料理はカレー。2021年11月脱退。

## ディスコグラフィー

### 配信限定シングル
|      | 発売日         | タイトル                         | レーベル                         |
| ---- | -------------- | -------------------------------- | -------------------------------- |
| 1st  | 2018年3月23日  | 恋はハードモード                 | DAIZAWA RECORDS/UK.PROJECT       |
| 2nd  | 2020年9月16日  | 名もなき感情〜N.I.L 1979 Remix〜 | BRIDGE RECORDS&AGENCY/UK.PROJECT |
| 3rd  | 2021年4月1日   | いないいないばー                 | BRIDGE RECORDS&AGENCY/UK.PROJECT |
| 4th  | 2021年6月30日  | BABY STEP                        | BRIDGE RECORDS&AGENCY/UK.PROJECT |
| 5th  | 2021年7月21日  | 恋学者-2021-                     | BRIDGE RECORDS&AGENCY/UK.PROJECT |
| 6th  | 2022年4月20日  | x分の1                           | BRIDGE RECORDS&AGENCY/UK.PROJECT |
| 7th  | 2022年6月22日  | ペルセウスとアンドロメダ         | BRIDGE RECORDS&AGENCY/UK.PROJECT |
| 8th  | 2022年11月9日  | ロンリープラネット               | BRIDGE RECORDS&AGENCY/UK.PROJECT |
| 9th  | 2022年12月21日 | 好きのブラックホール             | BRIDGE RECORDS&AGENCY/UK.PROJECT |
| 10th | 2023年10月11日 | あい?あい?あい?あい?愛してる?    | BRIDGE RECORDS&AGENCY/UK.PROJECT |